# Karl-Heinz Indlekofer
Karl-Heinz Indlekofer  (* 2. Januar 1943 in Wertheim) ist ein deutscher Mathematiker und ehemaliger Hochschullehrer an der Universität Paderborn.

## Leben
Nach dem Schulbesuch in Wertheim am Main am Dietrich Bonhoeffer-Gymnasium bis 1959 und in Konstanz mit Abitur im Jahre 1962 am Heinrich-Suso-Gymnasium studierte Karl-Heinz Indlekofer Mathematik und Physik an der Albert-Ludwigs-Universität Freiburg in Freiburg im Breisgau und wurde dort 1970 zum Dr. rer. nat. promoviert. 1972 wurde er Dozent an der Johann Wolfgang Goethe-Universität Frankfurt am Main, wo er sich 1974 habilitierte. Ab 1974 war er bis 2009 Professor für Mathematik an der Universität-Gesamthochschule Paderborn und wohnte in Borchen-Dörenhagen. Im Wintersemester 1975/76 lehrte er an der Universität Ulm, und im Wintersemester 1978/79 weilte er als Fulbright-Stipendiat an der University of Illinois at Urbana-Champaign. Nach einem weiteren Aufenthalt an der Universität von Illinois im Sommersemester 1983 arbeitete er im Wintersemester 1988 als Visiting Professor an der Witwatersrand-Universität in Johannesburg. Im Jahre 2009 trat er in den Ruhestand, blieb aber weiter wissenschaftlich aktiv. In seiner Freizeit ist er als Organist und Chorleiter tätig. Karl-Heinz Indlekofer ist katholisch, seit 1972 verheiratet mit Irmgard Indlekofer, geborene Krosch, und hat zwei Kinder (darunter die Tochter Dorothee).

## Arbeit
In seiner Forschungstätigkeit beschäftigt sich Karl-Heinz Indlekofer neben der Funktionentheorie und der analytischen Zahlentheorie mit Fragestellungen der computergestützten und probabilistischen Zahlentheorie.
Promoviert haben bei Karl-Heinz Indlekofer:
- Stefan Wehmeier, Universität Paderborn 2005
- Yi Wei Lee-Steinkämper, Universität Paderborn 2005
- Lászlo Germán, Universität Paderborn 2011
- Erdener Kaya, Mersin Üniversitesi 2013

## Ehrungen
- 1992: Verdienstmedaille der ELTE (Eötvös Lórand Universität Budapest)[4] verzeichnet in: ANNALES (=ANNALES Universitatis Scientiarum Budapestinensis de Rolando Eötvös Nominatae Sectio Computatorica)
- 1992: Doctor honoris causa der Kossuth Lajos Universität Debrecen[5]
- 1993: Konferenz „Probabilistic Number Theory and Fractal Geometry“ vom  11. bis 16. Januar 1993 in Visegrád, gewidmet zum 50. Geburtstag[6]
- 1994: Band 14 der Zeitschrift ANNALES, gewidmet zum  50. Geburtstag[7]
- 1996: Doctor scientiarum mathematicae honoris causa der Janus Pannonius Universität Pécs[8]
- 2003: Konferenz „Numbers, Functions, Equations 2003“ vom  22. bis 25. Januar 2003  in Noszvaj, gewidmet zum 60. Geburtstag[9]
- 2003: Band 22 der Zeitschrift  ANNALES, gewidmet zum 60. Geburtstag[10]
- 2004: Doctor et Professor Scientiae computatoriae honoris causa der ELTE (Eötvös Lórand Universität Budapest)[11]
- 2008: Festkolloquium und Workshop am 10. und 11. Januar 2008 in Paderborn, gewidmet zum 65. Geburtstag[12]
- 2013: Band 39 der ANNALES, gewidmet zum 70. Geburtstag[13]
- 2018: Konferenz „Numbers, Functions, Equations 2018“  vom 26. August bis 1. September 2018 in Hajdúszoboslo (Ungarn), gewidmet zum  75. Geburtstag[14]
- 2018: Band 47 und Band 48 der ANNALES, gewidmet zum 75. Geburtstag[15] und[16]
- 2020: Goldene Doktorurkunde der Universität Freiburg für besondere wissenschaftliche Verdienste[17] und

## Bücher
- Zahlentheorie. Eine Einführung (= Uni-Taschenbücher. Band 668). Birkhäuser, Stuttgart 1978.
- mit Valereii V. Buldygin, Oleg I. Klesov und Josef G. Steinebach: Pseudo-Regularly Varying Functions and Generalized Renewal Processes.  Springer International Publishing, 2018.

## Fachaufsätze (Auswahl)
- mit W. Schwarz: Über B-Zwillinge. In:  Arch. Math. Band 23, 1972, S. 180–184.
- Scharfe untere Abschätzung für die Anzahlfunktion der B-Zwillinge. In: Acta Arith. Band 26, 1974, S. 207–212.
- mit Paul Erdös: Multiplikative Funktionen auf kurzen Intervallen. In: Jahrbuch für reine und angewandte Mathematik. Band 381, 1987, S. 148–160.
- mit I. Kátai: B-numbers in short intervals. In: Arch. Math. Band 50, 1988, S. 453–458.
- mit H. Daboussi: Two elementary proofs of Halász’s theorem. Math. Zeitschrift. Band 209, 1990, S. 43–52.
- A new method in probabilistic number theory, Probability theory and applications: Essays to the memory of József Mogyoródi, eds. J. Galambos and I. Kátai. Kluwer, 1992, S. 299–308.
- mit I. Kátai und P. Racskó: Number systems and fractal geometry, Probability theory and applications: Essays to the memory of József Mogyoródi, eds. J. Galambos and I. Kátai. Kluwer, 1992, S. 319–334.
- mit E. Manstavicius: New approach to multiplicative functions on arithmetical semigroups. In: Lietuvos Mat. Rinkinys. Band 34, Nr. 4, 1994, S. 449–458.
- mit O. I. Klesov: Dirichet’s divisors in probability theory. In: Theory of Stoch. Proc. Band 19, Nr. 3, 1997, S. 208–215.
- mit A. Járai: Largest known twin primes and Sophie Germain primes. In: Mathematics of Computation. Band 68, Nr. 227, 1999, S. 1317–1324.
- mit N. M. Timofeev: Multiplicative functions with bounded seminorm on the set of shifted primes. In: Analysis. Band 21, 2001, S. 205–211.
- mit I. Kátai und R. Wagner: A comparative result for multiplicative functions. In: Lietuvos Mat. Rinkinys. Band 41, Nr. 2, 2001, S. 183–201
- Number theory – probabilistic, heuristic and computational approaches. In: Computers and Mathematics with Applications. Band 43, 2002, S. 1035–1061.
- mit N. Timofeev: Shifted B-numbers as a set of uniqueness for additive and multiplicative functions. In: Acta Arith. Band 116, 2005, S. 295–313.
- New approach to probabilistic number theory – compactifications and integration. In: Advanced Studies in Pure Mathematics. Band 49, 2007, S. 133–170.
- Arithmetic functions: a pivotal topic in the scientific work of Wolfgang Schwarz. In: From arithmetic to zeta-functions: Number Theory in Memory of Wolfgang Schwarz. Springer, 2016, S. 179–199.
- mit E. Kaya und R. Wagner: Orthonormal systems in spaces of number theoretical functions. In: Lith. Math. J. Band 61, 2021, S. 373–381.

Für weitere mehr Informationen über Veröffentlichungen siehe auch List of publications I. in ANNALES, Band 22,.,  List of publications II. in ANNALES, Band 39. und Continuation of List of Publications in ANNALES, Band 47.